# Pastor de las islas Shetland
El Shetland Sheepdog o Sheltie es una raza de perro que proviene de las Islas Shetland (Escocia, Reino Unido). Fue intencionalmente criado para ser de tamaño pequeño. A primera vista parece un Collie de pelo largo miniaturizado, sin embargo son 2 razas diferentes con un aspecto semejante, y la raza de collie que dio origen al Sheltie fue el Border Collie.

## Descripción

### Manto y colores
Los Shelties tienen un doble manto, lo que hace que esta raza peleche mucho más que otros perros. El largo pelo que cubre la espesa y suave capa base es repelentes al agua, mientras que la capa interna proporciona alivio al calor y frío. Existen cinco colores principales:
- Sable, que oscila entre el dorado a caoba.
- Tri-color, formado por el negro, blanco y bronceado.
- Azul mirlo (merle), compuesto de gris, blanco, negro y bronceado.

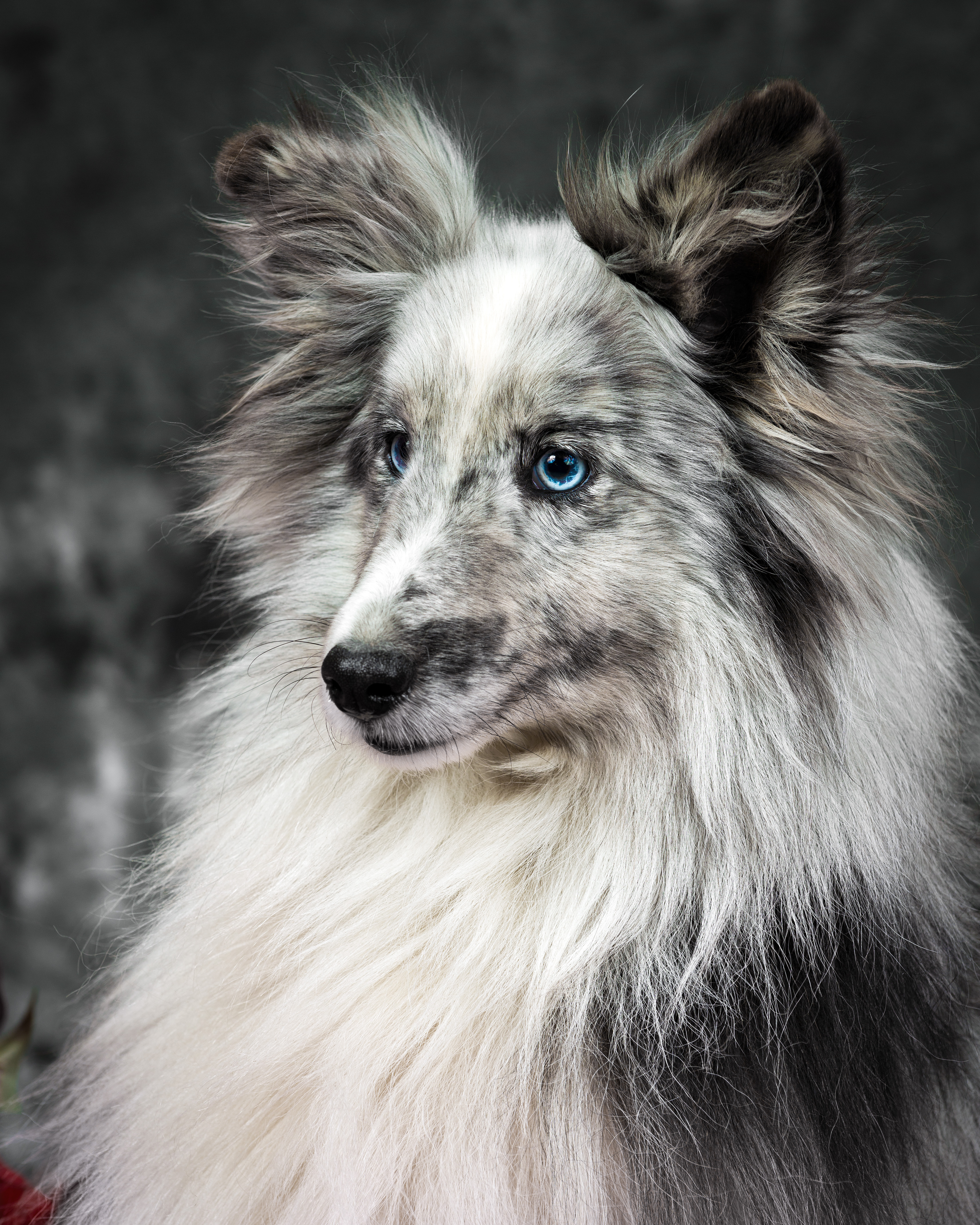
Sheltie de color "sencillo" Blue Merle.

- Negro y blanco; es menos común pero aceptable.
- Sable Mirlo (merle), es poco común y en ocasiones puede ser difícil de distinguir entre el sable regular pasada la época de cachorro. El Sable mirlo tiene parches de café oscuro en un fondo café claro comparado con el negro y gris del azul mirlo. Este cruce no es aceptado en Europa por riesgo a tener por consecuencia a largo plazo cruces de dos Merle.

El color más popular es el sable, el cual domina sobre otros colores. Sable sombreado, o caoba a veces puede ser confundido con los Sheltie tricolor debido a la gran cantidad de sombreado oscuro en sus pelajes. Otro nombre para el Sheltie "sombreado", es sable trifactorado y blanco. Este nombre viene de la mezcla de un tricolor y un sable. 
Hay otros dos tipo de colores que no son aceptados y se consideran motivo de descalificación dentro del estándar de la raza. El Color-headed White (mayoría de color blanco con la cabeza "normalmente" marcada), es el producto de dos perros facotrado blancos cruzados. El Doble Merle, es el producto de cruzar dos shelties de color azul mirlo. Géneticamente es desaconsejable cruzar entre sí dos animales con el gen merle debido a la gran incidencia de sordera o ceguera. 

### Altura y peso
La altura ideal a la cruz, en los machos 37,5 cm (14 1/2 pulgadas). Las hembras 35,5 cm (14 pulgadas). Una desviación mayor de 2,5 cm (1 pulgada) sobre o por debajo de estas medidas se considera altamente indeseable. Pesan entre los 6 y 8 kilos.

### Temperamento
Es un excelente perro de compañía, altamente leal. Es alegre, inteligente y siempre dispuesto a obedecer. Los Shelties son amorosos, leales y afectuosos con la familia y naturalmente, al margen, con los extraños; por esta razón los shelties deben ser sociabilizados. Algunos pueden ser muy reservados. Esta raza se lleva muy bien con los niños si se crían con ellos desde una edad temprana; sin embargo, su tamaño pequeño hace que sea fácil a un niño accidentalmente dañarlos, por esto es necesaria la supervisión.
Algunos Shelties tienden a mostrar una personalidad semejante a la de un terrier que tiende ser hiperactivo, y siempre listo, sin embargo este temperamento no es sancionado en el estándar de la raza. Algunos pueden ser tímidos y este rasgo es específicamente desalentado por el estándar. La tendencia hacia la timidez, puede ser reducida con una socialización apropiada. El Sheltie promedio es un excelente perro de vigilancia, dando ladridos de alarma cuando una persona esta en la puerta o hay un auto pasando. Se adaptan sin ningún problema a vivir en un piso urbano o en una granja.

### Nivel de actividad
El instinto de pastoreo es fuerte en muchos Shelties. Aman perseguir y pastorear incluyendo, ardillas, patos, palomas y niños Los Shelties aman correr en grandes áreas abiertas. Ellos normalmente aman jugar. Se llevan mejor con un dueño sensible, pero firme. El Sheltie es, por encima de todo, un pastor inteligente y les encanta que se les mantenga ocupado, aunque su nivel de actividad, por lo general, coincide con el nivel de su propietario. Como son muy inteligentes, son altamente entrenables. Los shelties son muy buenos con los niños. La falta de ejercicio y estimulación intelectual, puede dar lugar a comportamientos indeseables, incluidos los ladridos excesivos, fobias y nerviosismo. Afortunadamente los comportamientos molestos se pueden disminuir en gran medida por una hora de ejercicio que realiza el perro con su propietario.
En su categoría, sobresalen en las competencias de Agility. También brillan en competencia de obediencia, Flyball, Pastoreo, Rastreo y pruebas de talento.

### Inteligencia
A nivel de inteligencia el Sheltie ocupó el puesto 6 en la clasificación de Stanley Coren acerca de La inteligencia de los perros. Su investigación determinó que un Sheltie promedio podría entender un nuevo comando en menos de 5 repeticiones y obedecería el comando a la primera vez el 95% de las veces o más.

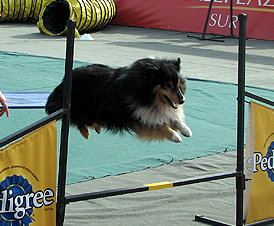
Sheltie Tricolor en una competencia de Agility

## Salud
Al igual que el Collie, tiene una tendencia a heredar malformaciones y enfermedades de los ojos. Cada cachorro deberá tener sus ojos examinados por un veterinario oftalmológico calificado. Algunas líneas pueden ser susceptibles a hipotiroidismo, epilepsia, displasia de cadera, o alergias a la piel. La esperanza aproximada de vida de los Shelties es de 10-15 años.Las enfermedades a las que tiende más son Collie eye anomally(Cea) y Mdr1 a las que les siguen DM y VWDIII 

### Von Willebrand
La enfermedad de Von Willebrand es un trastorno hemorragia hereditario y los perros afectados, como regla general, no viven mucho. Los Shelties portan el tipo III de von Willebrand, el cual es el más severo de los tres niveles. Existen test de ADN que fueron desarrollados para detectar esta enfermedad. Puede ser hecho a cualquier edad y arrojará uno de los siguientes tres resultados: afectado, portador o no afectado. Los Shelties también pueden sufrir de hipotiroidismo, que es el bajo funcionamiento de la glándula tiroides. Los síntomas clínicos incluyen, perdida de pelo, sobre/bajo peso y languidez.

### Displasia de cadera
Aunque los perros de raza pequeña no suelen verse afectados con displasia de cadera, ha sido identificada en Shelties. Ocurre cuando la cabeza del fémur y el acetábulo no encajan correctamente, frecuentemente causa dolor y/o cojera. Se piensa que la displasia de cadera es genética; mucho criadores mandan a hacer exámenes a sus perros para certificar que están libres de la misma.